# D'Artagnan (mini-série)
Pour les articles homonymes, voir D'Artagnan (homonymie).
D’Artagnan est un feuilleton télévisé franco-italo-allemand en quatre épisodes de 90 minutes, créée et réalisée par Claude Barma d'après l'œuvre d'Alexandre Dumas et diffusée du 18 décembre 1969 au 9 janvier 1970 sur la deuxième chaîne de l'ORTF.
Au Québec, la série a été diffusée à partir du 19 avril 1974 à la Télévision de Radio-Canada.

## Synopsis
Cette mini-série est la seule adaptation complète de la trilogie des Trois Mousquetaires d'Alexandre Dumas. Elle aborde également l'épisode du Masque de fer, tiré du Vicomte de Bragelonne, dernier épisode de la trilogie des Mousquetaires.

## Distribution
- Dominique Paturel : D'Artagnan
- François Chaumette : Athos
- Rolf Arndt (de) (VF : Georges Aminel) : Porthos
- Adriano Amidei Migliano (it) (VF : Jacques Toja) : Aramis
- Antonella Lualdi : Milady
- Eleonora Rossi Drago (VF : Françoise Christophe) : Anne d'Autriche
- Paloma Matta : Constance Bonacieux
- Paul Crauchet : Planchet
- Henri Tisot : Bonacieux
- Karl Friedrich (de) : Mousqueton
- Denis Manuel : Mordaunt
- Mario Maranzana (it) : Bazin
- Gino Pernice : Grimaud
- Jean Chevrier : M. de Tréville
- Raymond Jourdan : Richelieu
- Edoardo Toniolo : Louis XIII
- Fred Personne : le bourreau de Béthune
- François Darbon : O'Reilly
- Dietmar Schönherr (VF : André Falcon) : le duc de Buckingham
- Silvano Tranquilli (VF : Robert Party) : le comte de Rochefort
- Gabriel Cattand : De Winter
- Inge Marschall (de) : Ketty
- Christoph Bantzer : Felton
- Ernst Fritz Fürbringer : Charles Ier
- Siegfried Wischnewski (de) : Cromwell
- Gilberto Mazzi (it) : Mazarin
- Daniel Le Roy : Louis XIV et son frère Philippe
- Roberto Bisacco : Charles II
- Pascal Mazzotti : Baisemaux

## Équipe technique
- Écrit par Jacques Armand et Claude Barma
- Mise en scène de Claude Barma
- Production de l'ORTF, la Bavaria, la RAI
- Décors de Maurice Valay
- Costumes de Francine Galliard-Risler
- Musique d'Antoine Duhamel
- Cascades dirigées par Raoul Billerey
- Cameraman, François About

## Lieux de tournage
- Dordogne
  - Domme
  - Sarlat
  - Château de Beynac à Beynac-et-Cazenac
  - Château de Fénelon à Sainte-Mondane
- Oise
  - Senlis
- Loir-et-Cher
  - Château de Blois
- Île-de-France
  - Abbaye des Vaux-de-Cernay à Cernay-la-Ville (78)
  - Château de Maisons-Laffitte (78)
  - Château de Vaux-le-Vicomte (77)
- Charente-Maritime
  - La Rochelle
  - Île de Ré
  - Château de la Roche-Courbon à Saint-Porchaire
- Finistère
  - Morgat
- En Allemagne, Bavière, dans les studios Bavaria Filmstudios à Geiselgasteig

## Épisodes
1. 1re époque : Les Ferrets
2. 2e époque : Milady
3. 3e époque : Le Vengeur
4. 4e époque : Le Masque de fer

## DVD
D'Artagnan est sorti en édition 2 DVD le 2 juin 2010 chez Koba Vidéo.